# 金斯伯里
金斯伯里（英語：Kingsbury）是位於倫敦西北部的一個地區，屬於布倫特倫敦自治市。金斯伯里意為國王的莊園。在古代金斯伯里的範圍包括了昆斯伯里和肯頓及溫布利公園的部分地區，曾是米德爾塞克斯的一部分。

## 外部連結
- Kingsbury heritage （页面存档备份，存于）
- Kingsbury history （页面存档备份，存于）
- Highfort Court, Buck Lane （页面存档备份，存于）. Designed in the style of a fortified castle by local architect E. G. Trobridge
- Vanden Plas Kingsbury Works - A Potted History